# Anthon de Waepenaert de Termiddelerpen
Anthon Louis ridder de Waepenaert de Termiddelerpen (Oordegem, 24 augustus 1715 – Aalst, 28 mei 1798) behoorde tot het adellijk geslacht De Waepenaert.

## Levensloop
Hij was burgemeester van Aalst onder de Oostenrijkse Nederlanden en was de vader van Karel de Waepenaert de Termiddelerpen en de neef van Emmanuel de Waepenaert.
Op 19 augustus 1762 verwierf hij de heerlijkheid Termiddelerpen door koop van burggraaf Pierre de Vooght. 